# Echinus affinis
Echinus affinis är en sjöborreart. Echinus affinis ingår i släktet Echinus och familjen taggsjöborrar. Inga underarter finns listade i Catalogue of Life.